# Nová Pec
Nová Pec är en ort i Tjeckien.   Den ligger i distriktet Okres Prachatice och regionen Södra Böhmen, i den sydvästra delen av landet, 150 km söder om huvudstaden Prag. Nová Pec ligger 811 meter över havet och antalet invånare är 618.
Terrängen runt Nová Pec är kuperad. Runt Nová Pec är det ganska glesbefolkat, med 45 invånare per kvadratkilometer. Närmaste större samhälle är Horní Planá, 7,8 km öster om Nová Pec. I omgivningarna runt Nová Pec växer i huvudsak blandskog.